# Assemblée sociale-nationale
Pour les articles homonymes, voir SNA et ASN.

Drapeau du parti.

L’Assemblée sociale-nationale (en ukrainien Соціал-Національна Асамблея (Sotsial-Natsionalʹna Asambleya), abrégé en SNA) était un groupe politique d'extrême droite ukrainien fondé en 2008 et basé à Kiev, rassemblant plusieurs petits mouvements néo-nazis. Il était étroitement associé à Patriotes d'Ukraine. L'ASN était également proche de Svoboda et un de ses dirigeants, Yuriy Zbitnyev, est associé au parti politique nationaliste Nova-Styla (Nouvelle force). L'ASN était une organisation d'extrême droite d'orientation social-nationaliste, tenant du racisme, du nationalisme, du militarisme et de l'autoritarisme. Elle était membre du mouvement Secteur droit. L'organisation s'est dissoute en 2015.